# Rio Choró
Rio Choró är ett periodiskt vattendrag i Brasilien.   Det ligger i delstaten Ceará, i den östra delen av landet, 1 700 km nordost om huvudstaden Brasília.
Omgivningarna runt Rio Choró är en mosaik av jordbruksmark och naturlig växtlighet. Runt Rio Choró är det ganska tätbefolkat, med 56 invånare per kvadratkilometer.